# Видовище

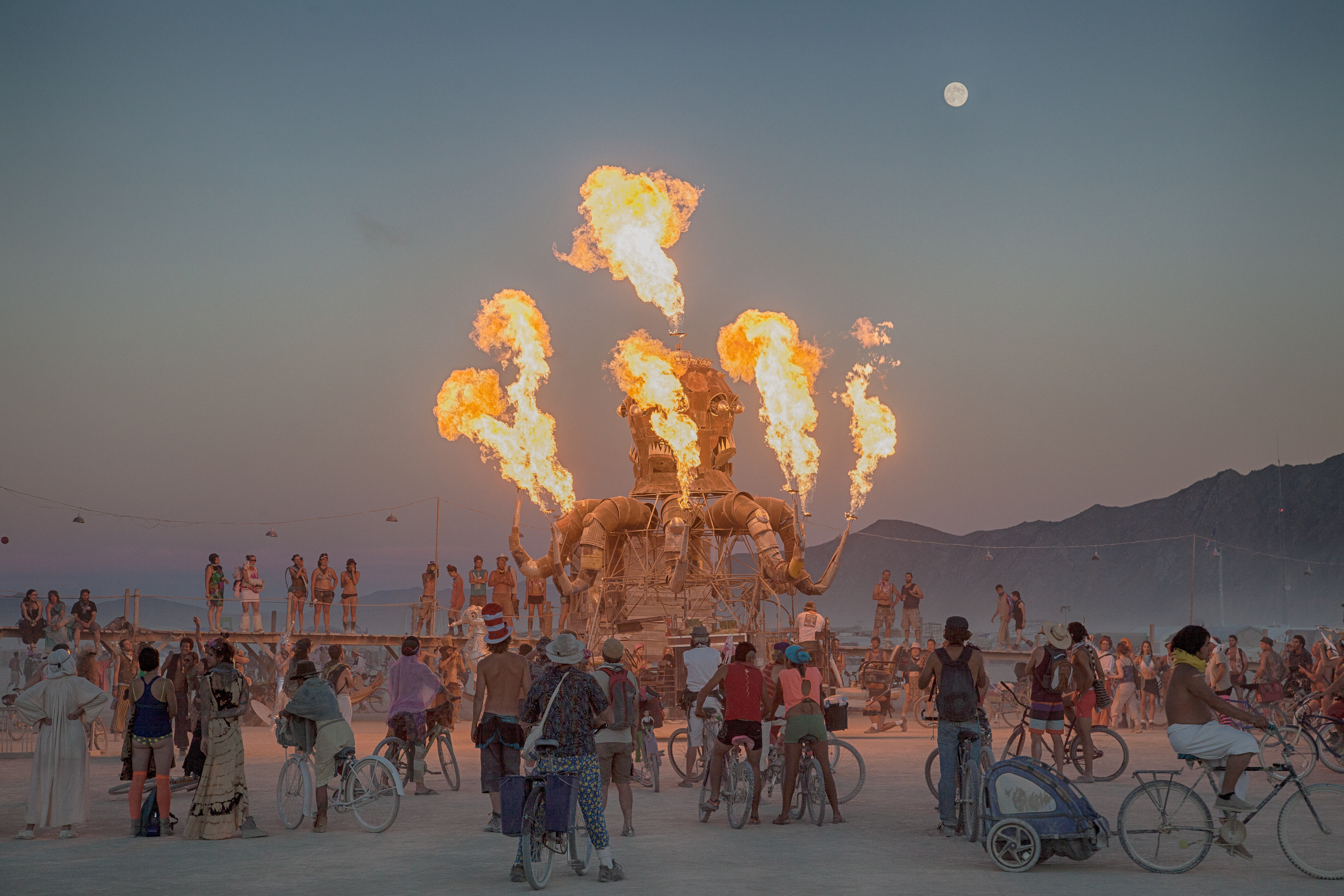
Видовище на фестивалі «Burning Man»

Видо́вище — те, що відкрите для споглядання і привертає увагу; зокрема дія за участю людей, вистава.

## Суть видовищності
Видовищне, як випливає із праць його провідних дослідників, характеризується такими рисами, як: дійовість та колективність; відтворення чогось рідкісного, незвичайного, неочікуваного, дивного; поділ на виконавців і глядачів; повідомлення про здійснення видовищного акту, підготовка до нього, театральність; гедоністично-розважальний характер; демократизм; елементи ризику й пристрасті, керованість та визначеність, експресивність; синкретичність, ігрове начало, умовність; розгорнення на глядача, співучасть, співпереживання глядачів, публічність, масовість.
Видовищність притаманна мистецтву постмодерну з огляду на візуальний поворот — перехід від усної та текстуальної парадигми сприйняття світу до візуальної. Видовищність тісно пов'язана з дією, видовище зазвичай динамічне, а глядачі можуть залучатися до його перебігу.

## Видовища в культурі

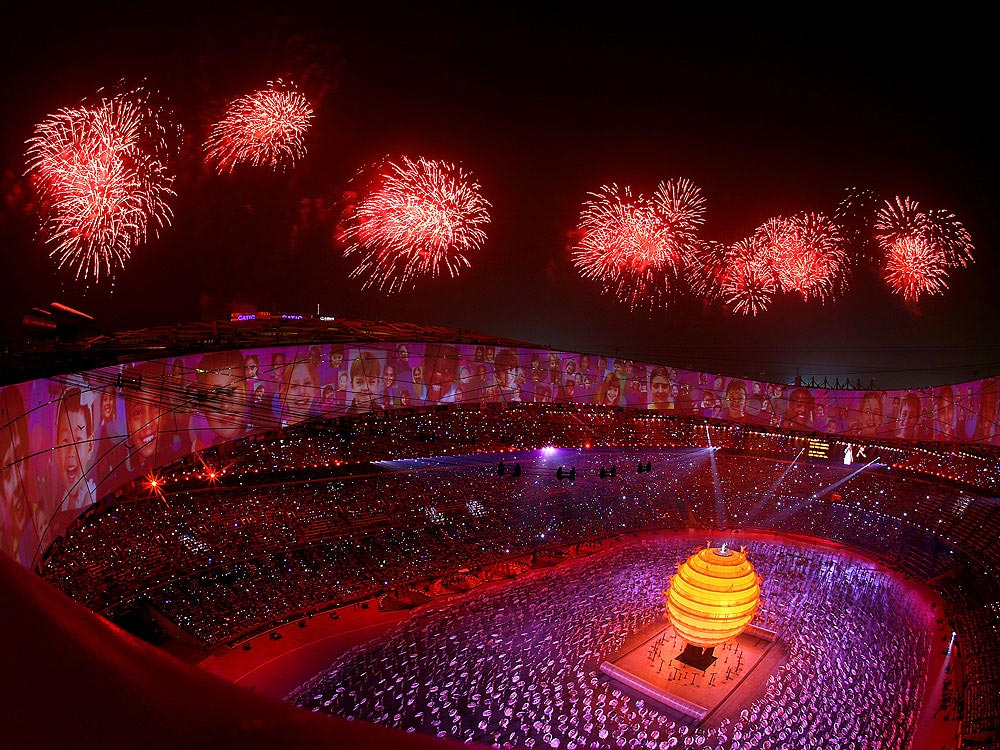
Видовищне відкриття Олімпійських ігор 2008

### Форми видовищ
За працями італійського філософа Антоніо Банфі, видовища поділяються на:
- Видовища вільної суспільної взаємодії: народні свята, карнавали, ярмарки, танці, спортивні змагання.
- Утилітарні: обряди (шлюбу, поховання), релігійні ритуали, політичні або військові церемонії.
- Естетичні, художньо організовані видовища: театральні дійства, кінематограф[3].

Згідно з українським театральним педагогом Віктором Кісіним, видовища поділяються на:
- Доісторичні видовища: мисливська гра, похоронний обряд, мисливський і тотемний танець, бойові та поминальні ігри.
- Видовища первісних цивілізацій: ініціація, шаманство, первісна містерія.
- Стародавні видовища: народні ігри та обряди, народні свята й концерти, народний театр, державні обряди, ритуали й церемонії, воєнні ігри, тріумфи, державні свята, бенкети й оргії, релігійні обряди, ритуали й таїнства, богослужіння.
- Видовищні мистецтва: професійний театр, середньовічна містерія, парад, цирк, кіно, спортивні та масові видовища, видовища без зображень, видовища без виконавців, театралізовані та екранізовані політичні події, відео[4].

### Походження видовищ
Сучасна видовищна культура розвинулася з мисливських і поховальних ігор. Розігрування сцен полювання має в основі відтворення реальної ситуації, але в безпечних умовах. З таких сцен розвинулася костюмована культура, танок і тотемний обряд, у яких виражаються емоційні стани, психологічні процеси та внутрішня поведінка. Поховальні обряди натомість від початку більше зосереджені на театралізації, показових діях, таких як прощання з мерцем, поховальні процесії.